# NS-Ordensburg Krössinsee

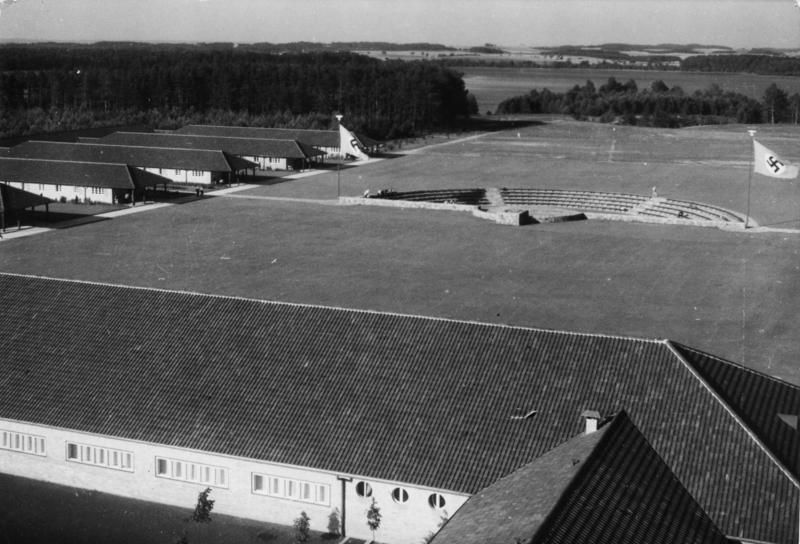
Ordensburg Krössinsee, Aufnahme aus dem Bundesarchiv

Die Ordensburg Krössinsee (auch Crössinsee) liegt in der Nähe der Stadt Falkenburg (poln. Złocieniec) in Pommern im heutigen Polen. Sie wurde von 1934 bis 1936 als eine von drei NS-Ordensburgen erbaut, diente diesem Zweck aber nur bis 1939. Heute wird die Anlage von der polnischen Armee genutzt.

## Geschichte

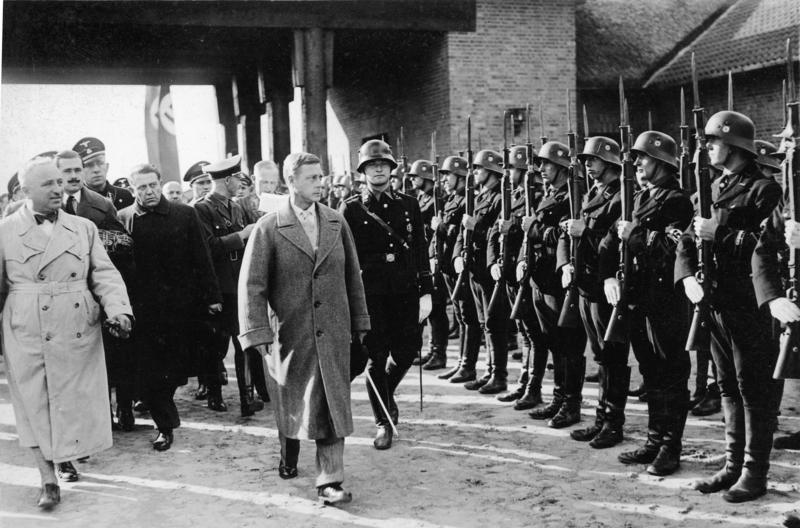
Edward, Duke of Windsor bei einem Besuch der Ordensburg Krössinsee 1937; links im hellen Mantel Robert Ley

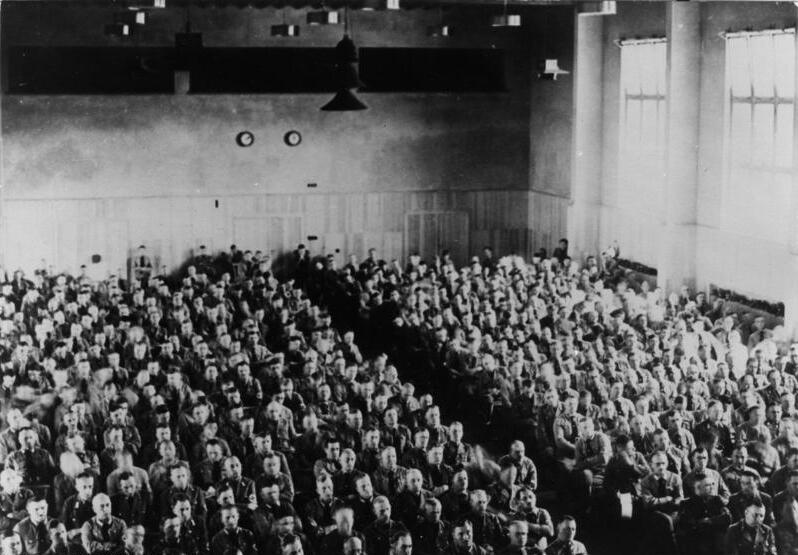
Zuhörer während eines Vortrags in der Ordensburg Krössinsee

Die Grundsteinlegung der Ordensburg Krössinsee erfolgte am 22. April 1934. Sie wurde von dem Kölner Architekten Clemens Klotz geplant. Die offizielle Einweihung war am 24. April 1936. Für den Glockenturm fertigte die Glockengießerei Franz Schilling Söhne in Apolda ein Glockenspiel an.
1937/38 und 1938/39 fanden hier Lehrgänge für so genannte Ordensjunker statt, also für Nachwuchsführer der NSDAP mit einem Eintrittsalter von etwa 25 bis 30 Jahren. Kommandant der Ordensburg war Otto Gohdes. Mit Beginn des Zweiten Weltkriegs wurden die Junkerlehrgänge zum 1. September 1939 eingestellt.
Die Ordensburg wurde während des Zweiten Weltkriegs für vielfältige Zwecke genutzt, unter anderem 1939/1940 als Lazarett. Am 16. Mai 1941 wurde die Ordensburg von Reichsleiter Robert Ley in Die Falkenburg am Krössinsee umbenannt. Am 29. Juni 1944 wurden Teile der Anlage bei einem Brand zerstört. Bis Januar 1945 nutzte die Adolf-Hitler-Schule Ostpreußen-Pommern die Gebäude. Anfang Februar 1945 richtete kurzzeitig Heinrich Himmler hier seinen Befehlsstand als Befehlshaber der Heeresgruppe Weichsel ein. Angesichts der näher rückenden Roten Armee wurde die Anlage im Februar und März 1945 geräumt, die letzten Angehörigen des Stammpersonals verließen die Anlage am 4. März 1945.
Im September 2016 bargen Forscher eine im Fundament der Ordensburg versenkte Zeitkapsel aus dem Jahr 1934. In einem Kupferzylinder waren Zeitungsausgaben, Reichsmark, Bände von Hitlers „Mein Kampf“ und NS-Devotionalien, sowie ein Büchlein mit der Geschichte der Stadt Falkenburg verwahrt worden.

## Bau und Anlage
Errichtet wurden folgende Anlagen:

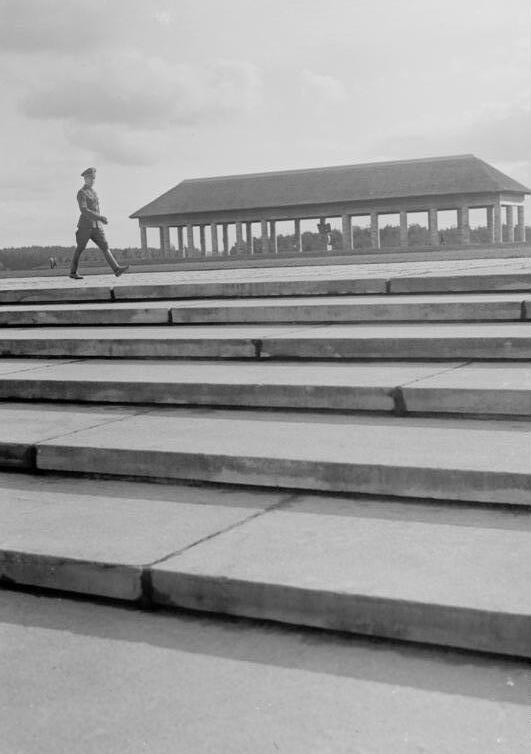
Blick auf den Ehrenhof

| - Ehrenhalle - Feierplatz - 20 Unterkunftsgebäude - Sportplatz - Appellplatz - Exerzierplatz - Reitplatz mit Ställen - Gemeinschaftshaus - Speisesaal | - Schulungshalle - Wohnhaus für den Kommandanten - Haus für die weiblichen Mitarbeiter - Bauwerke für die Kommandantur - Seminarräume - Krankenrevier - Schweinezucht - Kläranlage - zwei Türme (vier waren geplant) |

Im Jahre 1936 fertigte die Apoldaer Glockengießerei Schilling für die NS-Ordensburg Crössinsee ein Glockenspiel an, das bei einem Besuch Hitlers im April eingeweiht wurde.
Ferner waren ein Hotel, ein Schwimmbad und eine Wassersportanlage geplant, wurden aber nicht mehr ausgeführt.
Als repräsentative Großbauten ab 1934 unter erheblichem Aufwand neu errichtet, dienten die NS-Ordensburgen als Kaderschmieden, in denen jüngere nationalsozialistische Aktivisten, sogenannte „Ordensjunker“, auf ihre Aufgaben als politische Funktionäre der „rassisch“ homogen gedachten „Volksgemeinschaft“ vorbereitet werden sollten. Diese künftige Führungsschicht wurde als Elite konstruiert, die Männer wurden ideologisch geschult, ihre Tätigkeit sollte der Sicherung und dem Ausbau der NS-Herrschaft dienen. Außerdem erfüllten die „Ordensburgen“ weitere Zwecke: Die NSDAP und ihre Unterorganisationen nutzen sie wie Tagungshotels, als Versammlungsstätten, als Propagandaschauplätze und damit als Bühnen zur Selbstdarstellung.
Auch wenn die Elite-Ausbildung an den NS-Ordensburgen letztlich scheiterte, wurden doch zahlreiche der ca. 2.100 „Ordensjunker“ und das an den „Ordensburgen“ eingesetzte Lehr- und Stammkorps ab 1939 als politisches Herrschaftspersonal in der Zivilverwaltung der eroberten Gebiete Osteuropas eingesetzt. Die Männer waren so am Holocaust und den anderen Verbrechen im Osten aktiv beteiligt.

## Kommandanten
- 1934–1936: Paul Eckhardt (1898–1948)
- 1936–1945: Otto Gohdes (1896–1945) [4]

## Nachnutzung
Die Ordensburg liegt in dem Teil Pommerns, der 1945 an Polen kam. Bis 1951 war dort die Sowjetarmee einquartiert, dann folgte die Polnische Armee, welche die Anlage bis heute nutzt.

## Zusammenkünfte von Ehemaligen
In der Bundesrepublik Deutschland organisierten sich die ehemaligen „Ordensjunker“, von den Sicherheitsbehörden nur wenig beachtet, seit den 1950er Jahren in einem Netzwerk, dem sie die Bezeichnung „Alteburger Kreis“ gaben. Das Wortspiel wies auf „alte Kameraden“ und die Ordensburgen hin. Anstecknadeln dienten bei Treffen dieser Altnazis als Erkennungszeichen.
In der Dauerausstellung der NS-Dokumentation Vogelsang wird eine dieser Anstecknadeln gezeigt. Die Ansicht der Ordensburg Vogelsang ist von den drei Buchstaben K, V und S für die Namen der drei Einrichtungen Krössinsee, Vogelsang und Sonthofen umgeben. Sie war Ausdruck der ideologischen Ausrichtung ihres Trägers. Wer sich die Nadel seit Ende der 1970er Jahre ans Revers steckte, trug damit seinen „Beruf“ als ehemaliger „Ordensjunker“ der NSDAP öffentlich zur Schau. Der Anstecker signalisierte seine Zustimmung zur nationalsozialistischen Idee.